# Helmut Frank

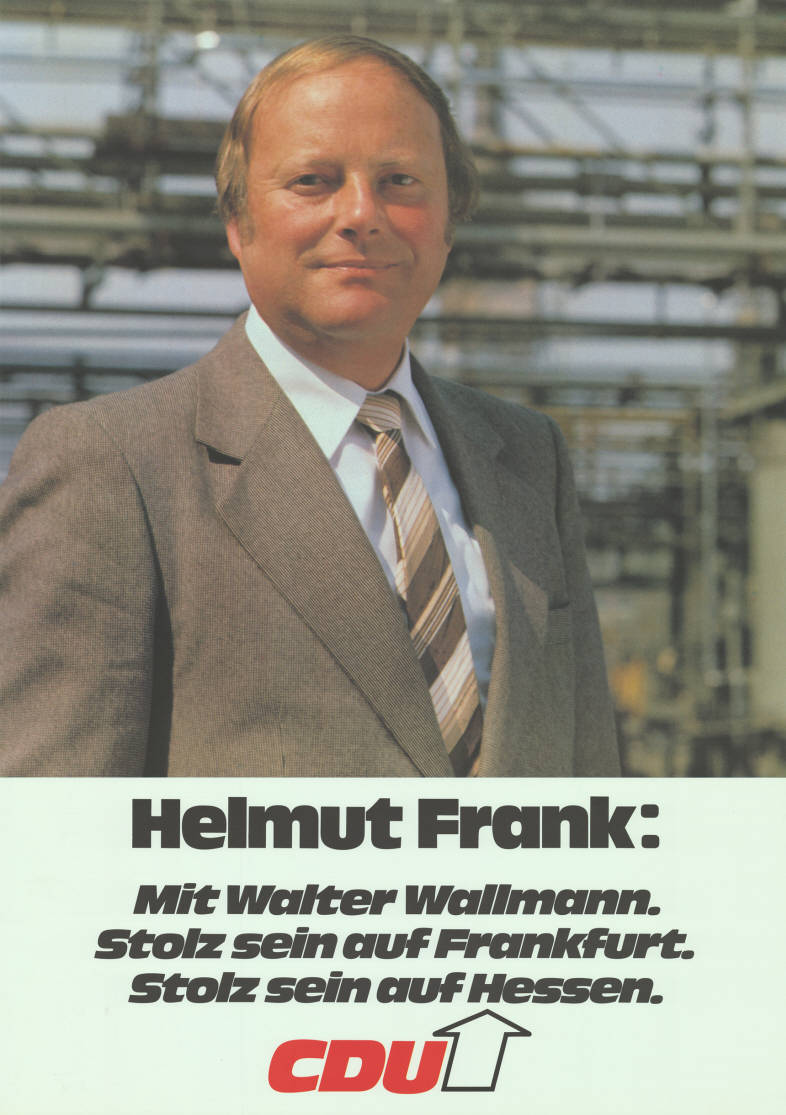
Helmut Frank auf einem Wahlplakat zur Landtagswahl 1983

Helmut Frank (* 22. Juli 1933 in Frankfurt-Höchst; † 9. Februar 2015 in Gelnhausen) war ein deutscher Politiker (CDU) und Abgeordneter des Hessischen Landtags.

## Ausbildung und Beruf
Frank machte nach der Volksschule 1947–1950 eine Ausbildung als Elektroniker. 1960 erwarb er den Meistertitel. Er arbeitete bei der Hoechst AG. Er war Gewerkschafter und Mitglied der IG Chemie, Papier, Keramik und Vorsitzender der Jugendvertretung der Hoechst AG. Er war verheiratet und hat drei Kinder.

## Politik
Frank war seit 1956 Mitglied der CDU und dort in vielen Vorstandsämtern aktiv. Daneben war er Mitglied der CDA und auch hier im Kreisvorstand Frankfurt am Main tätig. Zwischen 1968 und 1974 war Frank Stadtverordneter in Frankfurt. Vom 1. Dezember 1974 bis 1987 war er vier Wahlperioden lang Mitglied des hessischen Landtags. Er kandidierte jeweils im Wahlkreis Frankfurt am Main I, wurde aber über die Landesliste seiner Partei in den Landtag gewählt.